# Circunvalar Santa Fe
El Circunvalar Santa Fe es la primera Circunvalación Ferroviaria que se construye en Argentina la cual pertenece al Ferrocarril General Belgrano.
Actualmente está en construcción con un avance mayor al 60% y se proyectaba finalizarla para 2024 pero actualmente se proyecta terminarla a fines de 2025 y principios de 2026, siempre y cuando se reanude la obra que se encuentra paralizada desde enero de 2024 por falta de fondos, financiamiento a cargo de la empresa china CMEC (China Machinery Engineering Corporation)

## Características
Es un conjunto de ramales de Trocha Angosta, que está formado por parte de ramales inactivos del Ferrocarril Belgrano como ser los ramales A,C,F,F1,F2 Y F4    , cuenta con un total de 60,4 km de víasCon la licitación para la creación del Circunvalar Santa Fe, un tramo de la traza (entre Laguna Paiva y el empalme con el Ramal F) de este ramal, será parte del proyecto anteriormente nombrado, volviendo a utilizarse después de más de 30 años.

Actualmente, los trenes de cargas que van y vienen hacia y desde las provincias del norte atraviesan la ciudad de Santa Fe y circulan con una velocidad de itinerario de 20 km/h. El Belgrano Cargas transita con 2 trenes diarios  de 45 vagones que demoran más de 10 horas en legar hasta los puertos de Rosario. La nueva circunvalar permitirá que circulen entre 60 y 90 km/h y posibilitará que transiten entre 8 y 10 trenes diarios, de hasta 100 vagones  (aprox. 8,800 tn c/u) y en tan solo 2:30 hs, los trabajos incluyen la construcción de una nueva traza de 15,5 kilómetros con vías nuevas entre Empalme San Carlos y Gob. Candioti Sur, además de la renovación de 44 kilómetros de vías sobre trazas existentes que se encuentran fuera de operación, entre las localidades de Santo Tomé y Empalme San Carlos también  entre Gob. Candioti Sur y Laguna Paiva. Además, se construirá un nuevo puente ferroviario de 600 metros de longitud sobre el Río Salado y 3 nuevos puentes vehiculares sobre RP 70, RN 11 y RP 4 para cruces a distinto nivel

## Historia
Se estudio pre factibilidad de 3 proyectos circunvalación (Santa Fe, Barranqueras y Timbúes) financiado por CAF 2006 y ya en el año 2010 se empezaba a hablar de un proyecto para la conformación de una traza que permita unir la línea C en las inmediaciones de la localidad de Laguna Paiva y vincularla al Ramal F2, u otra que se considere conveniente, conformando un aro de ronda que evite el ingreso de servicios de carga a las zonas pobladas de la ciudad de Santa Fe, en el año 2012 se propone una traza circunvalar que rodee la ciudad de Santa Fe y en el año 2016 el director provincial de la Unidad Especial de Gestión Ferroviaria ,perteneciente al Ministerio de Infraestructura y Transporte se reunió con miembros de la Administración de Infraestructura Ferroviaria (ADIF) para analizar y coordinar acciones en el marco del proyecto de renovación del ramal que une las regiones del noroeste argentino (NOA) y el nordeste argentino (NEA) con los puertos de las ciudades de Rosario Timbúes y Santa Fe, en el encuentro se avanzó en la decisión de tomar la traza con menores impactos externos quedando el siguiente:
Desde el sur: Estación Santo Tome (posible playa ferroviaria en el sector – enlace con nuevo puerto de Santa Fe – empalme ramal F4), Enlace Ramal F2 – F4 con la expropiación en la zona de enlace, Ramal F2, Nuevo trazado en correspondencia con la traza circunvalar vial, Empalme nuevo trazado con ramal F, para lo cual se deberá generar la obra correspondiente de paso con la RN 11, Enlace entre ramal F y ramal A en proximidades de la Estación Nelson al norte (lugar de expropiación), Enlace entre ramal A y ramal C en Laguna Paiva.después de varias idas y vueltas se concretó la licitación para el futuro circunvalar con algunos cambios en su traza (la que se conoce actualmente) y en el Año 2021 se adjudicó la licitación por 5.170 millones para esta obra dividiéndola en 3 partes 
1. (de Santo tome a Empalme San Carlos)
2. (Traza nueva desde Empalme San Carlos hasta Gobernador Candioti)
3. (de Gobernador Candioti hasta Laguna Paiva)

Finalmente en octubre del 2021 se comenzó con la obra y en mayo de 2022 se comenzó con la colocación de las nuevas vías y ya para diciembre del mismo año estaba ejecutada en un 33%, pero durante el año 2023 se siguió con varias dificultades ya que los costos se elevaban debido a la crisis cambiaría y alta inflación, junto con la falta de fondos de parte de la empresa que otorgaba el crédito, además de constantes despidos de empleados (de las empresas UTE constructoras)
Se llegó a un 62 % de ejecución para octubre del 2023 y la obra se paralizo hasta este momento.